# Are You Gonna Go My Way
Are You Gonna Go My Way es el tercer álbum de estudio de Lenny Kravitz lanzado el 9 de marzo de 1993. Inspirado por sonidos de la música de los 70 tiene como curiosidad el haber sido grabado en vivo desde el estudio, como se hacía en aquella época.

## Desempeño comercial
Se convirtió en el primer álbum de Kravitz en ingresar al Top 20 del Billboard 200 de los Estados Unidos, y obtuvo el primer puesto en Australia y el Reino Unido, alcanzando el éxito masivo en todo el mundo lo que ayudó a establecer su popularidad como artista. El álbum fue certificado Doble Platino en los Estados Unidos, donde llegó a vender más de 2,2 millones de copias, por lo que es su tercer álbum de mayor éxito allí, con un total de más de 4 millones de copias vendidas en todo el mundo.

## Lista de canciones
1. "Are You Gonna Go My Way" (Kravitz, Ross) – 3:31
2. "Believe" (Kravitz, Hirsch) – 4:50
3. "Come on and Love Me" (Kravitz) – 3:52
4. "Heaven Help" (Gerry DeVeaux, Terry Britten) – 3:10
5. "Just Be a Woman" (Kravitz) – 3:50
6. "Is There Any Love in Your Heart?" (Kravitz, Ross) – 3:39
7. "Black Girl" (Kravitz) – 3:42
8. "My Love" (Kravitz, Ross) – 3:50
9. "Sugar" (Kravitz) – 4:00
10. "Sister" (Kravitz) – 7:02
11. "Eleutheria" (Kravitz) – 4:48

## Posicionamiento en listas y certificaciones
| País           | Lista (1993)            | Mejor posición |
| -------------- | ----------------------- | -------------- |
| Australia      | Australian Albums Chart | 1              |
| Alemania       | German Albums Chart     | 7              |
| Reino Unido    | UK Albums Chart         | 1              |
| Estados Unidos | Billboard 200           | 12             |

| País           | Organismo certificador | Certificación    | Ref.  |
| -------------- | ---------------------- | ---------------- | ----- |
| Alemania       | BVMI                   | Disco de Oro     | [ 2 ] |
| Estados Unidos | RIAA                   | Disco de Platino | [ 3 ] |